# Línea 190A (Interurbanos Madrid)

Esquema de dársenas del intercambiador subterráneo de Plaza de Castilla

La línea 190A de la red de autobuses interurbanos de Madrid unía la terminal subterránea de autobuses de Plaza de Castilla con El Burgo de Osma a través de la Autovía del Norte, la N-110 y la N-122. En la década de 2010 esta línea dejó de funcionar y sus servicios de transporte fueron sustituidos por nuevos recorridos de autobuses interurbanos.

## Características
La línea unía Buitrago del Lozoya, Robregordo, Somosierra y varios municipios de las provincias de Segovia y Soria además de El Burgo de Osma, su cabecera, con Madrid en aproximadamente 3 horas.
Estaba operada por la empresa ALSA mediante concesión administrativa del Ministerio de Transportes como línea interregional (la antigua VAC-020 Madrid - Burgo de Osma, con hijuelas), además de una concesión del Consorcio Regional de Transportes de Madrid (VCM-103 - Madrid - Buitrago - Rascafría) en lo que respecta al recorrido dentro de la Comunidad de Madrid. Esta situación se daba únicamente en las líneas 190A y 190B dentro del corredor 1.
Actualmente los recorridos dentro de Madrid hasta Somosierra se encuentran bajo la línea 191, y aquellos fuera de la Comunidad de Madrid bajo otras concesiones estatales.
La concesión dentro de la Comunidad de Madrid VCM-103 - Madrid - Buitrago - Rascafría (Viajeros Comunidad de Madrid) sigue actualmente vigente (también operada por ALSA), mientras que la concesión VAC-020 Madrid - Burgo de Osma, con hijuelas (Viajeros Administración Central) fue disuelta e incluida en la concesión VAC-118 - Fuentenebro - Madrid, con hijuelas. Actualmente esa concesión tampoco existe, siendo el recorrido entre Madrid y El Burgo de Osma realizado por la concesión VAC-242 - Madrid - Aranda de Duero - El Burgo de Osma por AISA.
La denominación como línea 190A por el CRTM servía únicamente para identificarla dentro del resto de líneas que operaban dentro de la Comunidad de Madrid. Técnicamente, la línea 190A correspondía a la ruta número 2 de la concesión VAC-020 Madrid - Burgo de Osma, con hijuelas, denominada Madrid - Burgo de Osma (por Cerezo de Arriba).
Es frecuente encontrar marquesinas donde aún se aprecian las pegatinas de las líneas de la parada el número 190A, que aún no ha sido retirado.
La línea mantenía los mismos horarios todo el año (exceptuando las vísperas de festivo y festivos de Navidad).

## Horarios
| Lunes a viernes laborables | Lunes a viernes laborables | Lunes a viernes laborables | Sábados laborables        | Sábados laborables        | Domingos y festivos       | Domingos y festivos       | Domingos y festivos       |
| Madrid > El Burgo de Osma  | Madrid > El Burgo de Osma  | Madrid > El Burgo de Osma  | Madrid > El Burgo de Osma | Madrid > El Burgo de Osma | Madrid > El Burgo de Osma | Madrid > El Burgo de Osma | Madrid > El Burgo de Osma |
| 10:30                      | 17:30                      | 19:30                      | 10:30                     | 17:30                     | 12:30                     | 20:00                     |                           |
| El Burgo de Osma > Madrid  | El Burgo de Osma > Madrid  | El Burgo de Osma > Madrid  | El Burgo de Osma > Madrid | El Burgo de Osma > Madrid | El Burgo de Osma > Madrid | El Burgo de Osma > Madrid | El Burgo de Osma > Madrid |
| 7:00                       | 14:00                      |                            | 7:00                      | 14:00                     | 9:00                      | 16:30                     | 21:00                     |

1. ↑  Sólo viernes y principios de puente
2. ↑  Sólo domingos y festivos fin de puente

## Recorrido y paradas

### Nota importante
Las paradas que se describen a continuación (tanto de ida como de vuelta) fueron aquellas que realizaba la línea antes de ser suprimida. En la actualidad, algunas paradas aquí mostradas pueden haber sido suprimidas, cambiadas de nombre o realizadas por líneas distintas (que han modificado su recorrido, se han creado o suprimido tras la supresión de la línea 190A). Para una información actualizada de las paradas actuales que realizan otras líneas, consultar sus páginas correspondientes.

### Sentido El Burgo de Osma
La línea iniciaba su recorrido en el intercambiador subterráneo de Plaza de Castilla, en la dársena 35, en este punto se establece correspondencia con todas las líneas de los corredores 1 y 7 con cabecera en el Intercambiador de Plaza de Castilla. En la superficie efectúan parada varias líneas urbanas con las que tiene correspondencia, y a través de pasillos subterráneos enlaza con las líneas 1, 9 y 10 del Metro de Madrid.
Tras abandonar los túneles del intercambiador subterráneo, la línea salía al Paseo de la Castellana, donde tenía una primera parada frente al Hospital La Paz. A partir de aquí salía por la M-30 hasta el nudo de Manoteras y tomaba la A-1.
La línea circulaba por la A-1 hasta Buitrago del Lozoya, donde salía de la autovía para efectuar una parada en el casco urbano, tras la cual volvía a la autovía. Muchas veces se paraba 15 minutos en frente del bar El Espolón en Buitrago del Lozoya. 
En la autovía efectuaba paradas junto a las desviaciones de La Serna del Monte, Aoslos, y de nuevo salía de la autovía para efectuar parada en los cascos urbanos de Robregordo y Somosierra.
A partir de Somosierra abandonaba la Comunidad de Madrid, y desviándose de la A-1 para realizar parada en Santo Tomé del Puerto y tomando la N-1 entraba en Cerezo de Abajo. Abandonaba el pueblo para incorporarse a la carretera N-110 en dirección a Soria.
Dentro de esta carretera, la línea tenía parada en Cerezo de Arriba, Riaza, Gomeznarro, Saldaña de Ayllón, Santa María de Riaza, Ayllón, La Caseta, Piquera de San Esteban, Peñalba de San Esteban, Aldea de San Esteban y San Esteban de Gormaz, municipio en el que se incorporaba a la carretera N-122, por la que circulaba hasta Burgo de Osma, su cabecera.
| Código                 | Zona                   | Localidad              | Denominación                                     | Ubicación                                        | Líneas de la parada | Metro             |
| ---------------------- | ---------------------- | ---------------------- | ------------------------------------------------ | ------------------------------------------------ | --- | ----------------- |
| 17470F                 |                        | Madrid                 | Intercambiador de Plaza de Castilla - Dársena 35 | Avenida de Asturias Nº2                          | 190A 190B 194 196 199 | Plaza de Castilla |
| 3253                   |                        | Madrid                 | Paseo de la Castellana - Hospital La Paz         | Paseo de la Castellana Nº304 - Acceso Nudo Norte | 173 174 176 151 152C 153 154C 155 155B 156 157 157C 159 161 166171 181 182 183 184 185 190A 190B191193194195196197199N101 N102 N103 | Begoña            |
| 12545B                 |                        | Buitrago del Lozoya    | Avenida de Madrid - Calle Real                   | Avenida de Madrid Nº10                           | 190A 190B191 191A 191B 195B 196 |                   |
| 10390                  |                        | La Serna del Monte     | Carretera A-1 - Cruce de La Serna del Monte      | A-1 km. 80                                       | 190A 190B191 |                   |
| 10034                  |                        | Aoslos                 | Carretera A-1 - Cruce de Aoslos                  | A-1 km. 84,5                                     | 190A 190B191 |                   |
| 19230                  |                        | Robregordo             | Robregordo - Calle de las Eras                   | Calle Balgares Nº52                              | 190A 190B191 191B |                   |
| 10394                  |                        | Somosierra             | Somosierra - Carretera de Irún                   | Carretera de Irún Nº2                            | 190A 190B191 191B |                   |
| Santo Tomé del Puerto  | Santo Tomé del Puerto  | Santo Tomé del Puerto  | Venta Juanilla - N-1 km. 99                      | Venta Juanilla - N-1 km. 99                      | 190A 190B |                   |
| Cerezo de Abajo        | Cerezo de Abajo        | Cerezo de Abajo        | Hostal Langa                                     | Hostal Langa                                     | 190A |                   |
| Cerezo de Arriba       | Cerezo de Arriba       | Cerezo de Arriba       | Plaza de la Constitución                         | Plaza de la Constitución                         | 190A |                   |
| Riaza                  | Riaza                  | Riaza                  | Carretera de Riofrío Nº5                         | Carretera de Riofrío Nº5                         | 190A |                   |
| Gomeznarro             | Gomeznarro             | Gomeznarro             | N-110 km. 111 - Con Fresno de Cantespino         | N-110 km. 111 - Con Fresno de Cantespino         | 190A |                   |
| Saldaña de Ayllón      | Saldaña de Ayllón      | Saldaña de Ayllón      | Marquesina - N-110 km 104                        | Marquesina - N-110 km 104                        | 190A |                   |
| Santa María de Riaza   | Santa María de Riaza   | Santa María de Riaza   | Calle Real Nº38                                  | Calle Real Nº38                                  | 190A |                   |
| Ayllón                 | Ayllón                 | Ayllón                 | Paseo del Santo Cristo S/N.º                     | Paseo del Santo Cristo S/N.º                     | 190A |                   |
| Fuentecambrón          | Fuentecambrón          | Fuentecambrón          | La Caseta                                        | La Caseta                                        | 190A |                   |
| Piquera de San Esteban | Piquera de San Esteban | Piquera de San Esteban | N-110 km. 81                                     | N-110 km. 81                                     | 190A |                   |
| Peñalba de San Esteban | Peñalba de San Esteban | Peñalba de San Esteban | Plaza Mayor S/N.º                                | Plaza Mayor S/N.º                                | 190A |                   |
| Aldea de San Esteban   | Aldea de San Esteban   | Aldea de San Esteban   | Calle de las Bodegas S/N.º                       | Calle de las Bodegas S/N.º                       | 190A |                   |
| San Esteban de Gormaz  | San Esteban de Gormaz  | San Esteban de Gormaz  | Avenida de Valladolid Nº80                       | Avenida de Valladolid Nº80                       | 190A |                   |
| El Burgo de Osma       | El Burgo de Osma       | El Burgo de Osma       | Avenida de Juan Carlos I S/N.º                   | Avenida de Juan Carlos I S/N.º                   | 190A |                   |

1. ↑  Actualmente en esta dársena se encuentra la línea 195 también
2. 1 2 3 4 5 6 7 8 9 10  Actualmente esta línea está suprimida
3. 1 2 3 4 5 6 7 8 9 10  Sólo permite la subida de viajeros
4. ↑  En la actualidad esta parada la realiza también la línea N104, que fue creada posteriormente
5. ↑  A efectos de nomenclatura, para las líneas de la EMT esta parada se llama Paseo de la Castellana - Nudo Norte
6. ↑  En la actualidad esta línea no realiza esta parada

### Sentido Madrid (Plaza de Castilla)
El recorrido en sentido a Madrid era igual al de ida pero en sentido contrario.
| Código                 | Zona                   | Localidad              | Denominación                                | Ubicación                                | Líneas de la parada                                                                                                  | Metro             |
| ---------------------- | ---------------------- | ---------------------- | ------------------------------------------- | ---------------------------------------- | --- | ----------------- |
| El Burgo de Osma       | El Burgo de Osma       | El Burgo de Osma       | Avenida de Juan Carlos I S/N.º              | Avenida de Juan Carlos I S/N.º           | 190A |                   |
| San Esteban de Gormaz  | San Esteban de Gormaz  | San Esteban de Gormaz  | Avenida de Valladolid Nº80                  | Avenida de Valladolid Nº80               | 190A |                   |
| Aldea de San Esteban   | Aldea de San Esteban   | Aldea de San Esteban   | Calle de las Bodegas S/N.º                  | Calle de las Bodegas S/N.º               | 190A |                   |
| Peñalba de San Esteban | Peñalba de San Esteban | Peñalba de San Esteban | Plaza Mayor S/N.º                           | Plaza Mayor S/N.º                        | 190A |                   |
| Piquera de San Esteban | Piquera de San Esteban | Piquera de San Esteban | N-110 km. 81                                | N-110 km. 81                             | 190A |                   |
| Fuentecambrón          | Fuentecambrón          | Fuentecambrón          | La Caseta                                   | La Caseta                                | 190A |                   |
| Ayllón                 | Ayllón                 | Ayllón                 | Paseo del Santo Cristo S/N.º                | Paseo del Santo Cristo S/N.º             | 190A |                   |
| Santa María de Riaza   | Santa María de Riaza   | Santa María de Riaza   | Calle Real Nº38                             | Calle Real Nº38                          | 190A |                   |
| Saldaña de Ayllón      | Saldaña de Ayllón      | Saldaña de Ayllón      | Marquesina - N-110 km 104                   | Marquesina - N-110 km 104                | 190A |                   |
| Gomeznarro             | Gomeznarro             | Gomeznarro             | N-110 km. 111 - Con Fresno de Cantespino    | N-110 km. 111 - Con Fresno de Cantespino | 190A |                   |
| Riaza                  | Riaza                  | Riaza                  | Carretera de Riofrío Nº5                    | Carretera de Riofrío Nº5                 | 190A |                   |
| Cerezo de Arriba       | Cerezo de Arriba       | Cerezo de Arriba       | Plaza de la Constitución                    | Plaza de la Constitución                 | 190A |                   |
| Cerezo de Abajo        | Cerezo de Abajo        | Cerezo de Abajo        | Hostal Langa                                | Hostal Langa                             | 190A |                   |
| Santo Tomé del Puerto  | Santo Tomé del Puerto  | Santo Tomé del Puerto  | Venta Juanilla - N-1 km. 99                 | Venta Juanilla - N-1 km. 99              | 190A 190B |                   |
| 10395                  |                        | Somosierra             | Somosierra - Carretera de Irún              | Carretera de Irún S/N.º                  | 190A 190B 191 191B                                                                                                   |                   |
| 19231                  |                        | Robregordo             | Robregordo - Calle de las Eras              | Calle Balgares Nº67                      | 190A 190B 191 191B                                                                                                   |                   |
| 10036                  |                        | Aoslos                 | Carretera A-1 - Cruce de Aoslos             | A-1 km. 84,5                             | 190A 190B 191 191B                                                                                                   |                   |
| 10391                  |                        | La Serna del Monte     | Carretera A-1 - Cruce de La Serna del Monte | A-1 km. 80,4                             | 190A 190B 191 |                   |
| 12545                  |                        | Buitrago del Lozoya    | Avenida de Madrid - Calle Real              | Avenida de Madrid Nº10                   | 190A 190B 191 191D 191E 194A 195A 196                                                                                |                   |
| 10550                  |                        | Madrid                 | Paseo de la Castellana - Hospital La Paz    | Paseo de la Castellana Nº296             | 151 152C 153 154C 155 155B 156 157 157C 159 161 166181 182 183 184 185 190A 190B 191193194195196197199N101 N102 N103 | Begoña            |
| 17470                  |                        | Madrid                 | Intercambiador de Plaza de Castilla         | Avenida de Asturias Nº2                  | Descenso en las dársenas 38 y 39.                                                                                    | Plaza de Castilla |

1. 1 2 3 4 5 6 7 8  Actualmente esta línea está suprimida
2. 1 2 3 4 5 6 7 8  Sólo permite el descenso de viajeros
3. ↑  En la actualidad esta parada la realiza también la línea N104, que fue creada posteriormente
4. ↑  En la actualidad esta línea no realiza esta parada